# 月光太子
月光太子（월광태자，?—?），大伽倻第10代王（在位:不詳 - 562年）。一说即道設智王。
月光太子的名字出自佛经，釋尊過去世為國王之子，稱為月光太子。見智度論十二，經律異相三十一。月光太子是异脑王的儿子，母亲是新羅伊飡（2等官）比助夫之女。大伽倻灭亡后，月光太子在伽倻山月光寺出家为僧侣。